# Pontus Kåmark
Pontus Kåmark (* 5. dubna 1969, Västerås, Švédsko) je bývalý švédský fotbalový obránce a reprezentant.
Mimo Švédska působil v Anglii. Bronzový medailista z Mistrovství světa 1994 v USA.

## Klubová kariéra
Ve Švédsku hrál za Västerås SK, IFK Göteborg. S IFK nasbíral pět titulů v Allsvenskan a jeden triumf ve švédském poháru.

Poté odešel v roce 1995 do anglického Leicesteru City, kde vyhrál s týmem v roce 1997 Football League Cup. V roce 1999 se vrátil do Švédska, tentokrát do AIK Stockholm a závěr kariéry odehrál v IFK Göteborg.

## Reprezentační kariéra
V A-mužstvu Švédska debutoval 14. 2. 1990 v přátelském zápase v Dubaji proti domácímu týmu Spojených arabských emirátů (prohra 1:2).
Celkem odehrál v letech 1990–2002 ve švédském národním týmu 57 zápasů, gól nevstřelil.
Účast Pontuse Kåmarka na vrcholových turnajích:
- Mistrovství světa 1994 v USA (3. místo)[4]